# Willi Sawall
Willi Alfred Sawall (ur. 7 listopada 1941) – australijski lekkoatleta, chodziarz, wicemistrz igrzysk Wspólnoty Narodów w 1978, dwukrotny olimpijczyk.

## Kariera sportowa
Przybył do Australii jako dziecko. Początkowo trenował biegi, był mistrzem Wiktorii w biegu maratońskim w 1970. Powtarzające się kontuzje zmusiły go do zaprzestania wyczynowego biegania i zaczął trenować chód sportowy, szybko stając się czołowym chodziarzem Australii.
Zajął 22. miejsce w chodzie na 50 kilometrów na mistrzostwach świata w 1976 w Malmö, zorganizowanych przez IAAF wskutek usunięcia tej konkurencji z programu igrzysk olimpijskich w 1976 w Montrealu.
Zdobył srebrny medal w chodzie na 30 kilometrów na igrzyskach Wspólnoty Narodów w 1978 w Edmonton, przegrywając tylko z reprezentantem Anglii Ollim Flynnem, a wyprzedzając swego kolegę z drużyny Australii Tima Ericksona. Zajął 8. miejsce w chodzie na 50 kilometrów na igrzyskach olimpijskich w 1980 w Moskwie, 4. miejsce w chodzie na 30 kilometrów na igrzyskach Wspólnoty Narodów w 1982 w Brisbane i 30. miejsce w chodzie na 20 kilometrów na mistrzostwach świata w 1983 w Helsinkach.
Na igrzyskach olimpijskich w 1984 w Los Angeles Sawall zajął 16. miejsce w chodzie na 20 kilometrów i nie ukończył chodu na 50 kilometrów. Zajął 5. miejsce w chodzie na 30 kilometrów na igrzyskach Wspólnoty Narodów w 1986 w Edynburgu i 28. miejsce w chodzie na 50 kilometrów na mistrzostwach świata w 1987 w Rzymie.
Trzykrotnie startował w pucharze świata, wszystkie razy w chodzie na 50 kilometrów, zajmując następujące miejsca: 1979 w Eschborn – 10. miejsce, 1981 w Walencji – nie ukończył i 1985 w St John’s – 11. miejsce.
Był mistrzem Australii w chodzie na 3000 metrów od 1976/1977 do 1980/1981, w chodzie na 20 kilometrów w 1976, 1978 i 1982 oraz w chodzie na 50 kilometrów w 1977, 1981, 1986 i 1992, wicemistrzem w chodzie na 3000 metrów w 1975/1976, w chodzie na 5000 metrów w 1983/1984 w i chodzie na 20 kilometrów w 1984, a także brązowym medalistą w chodzie na 20 kilometrów w 1983 i 1988, w chodzie na 30 kilometrów w 1986 oraz w chodzie na 50 kilometrów w 1989.

## Rekordy życiowe
Willi Sawall miał następujące rekordy życiowe:
- chód na 5000 metrów – 20:19,67 (19 lutego 1983, Melbourne)
- chód na 20 kilometrów – 1:26:36 (4 lipca 1982, Melbourne)
- chód na 50 kilometrów – 3:46:34 (6 lutego 1980, Adelaide)